# Операція «Рессельшпрунг» (1944)
Операція «Рессельшпрунг» (нім. Rösselsprung — Хід конем) — німецька військова операція в травні — червні 1944 року з метою захоплення командувача югославських партизанів Йосипа Броза Тіто.